# Gávilanes
Gávilanes ist ein zentralspanischer Ort und eine Gemeinde (Municipio) mit 529 Einwohnern (Stand: 2024) in der Provinz Ávila in der Autonomen Region Kastilien-León. 

## Lage und Klima
Gávilanes liegt auf der Ostseite der Sierra de Gredos am südlichen Rand der Provinz Ávila in einer Höhe von ca. 680 m. Die Entfernung nach Ávila beträgt knapp 55 km (Fahrtstrecke) in nordnordöstlicher Richtung. Der Río Tiétar begrenzt die Gemeinde nach Süden zur Provinz Toledo. Das Klima ist gemäßigt bis warm; der Regen (ca. 551 mm/Jahr) fällt mit Ausnahme der trockenen Sommermonate übers Jahr verteilt.

## Bevölkerungsentwicklung
| Jahr      | 1970 | 1981 | 1991 | 2001 | 2011 | 2021 |
| Einwohner | 1164 | 866  | 798  | 706  | 657  | 577  |

## Sehenswürdigkeiten
- Kirche